# Штангрет Андрій Михайлович
Андрій Михайлович Штангрет (12 квітня 1977, Львів) — український вчений-економіст, завідувач кафедри фінансово-економічної безпеки, обліку і аудиту Української академії друкарства МОН України.

## Біографія
Народився у м. Львові в сім'ї службовця.
Після завершення середньої школи 1994 р. вступив на факультет економіки та організації книжкової справи Української академії друкарства, який закінчив 1999 р. 1999—2002 рр. навчався в аспірантурі при академії друкарства.
2002—2004 рр. — старший викладач кафедри обліку і аудиту у видавничо-поліграфічному комплексі академії друкарства.
2003 р. в Інституті регіональних досліджень НАН України захистив дисертаційну роботу «Попередження та уникнення банкрутства промислових підприємств (на прикладі підприємств поліграфічної промисловості)» на здобуття наукового ступеня кандидата економічних наук. Робота була виконана під керівництвом академіка НАН України М. І. Долішнього.
Доцент кафедр Української академії друкарства: економіки, обліку і аудиту у видавничо-поліграфічному комплексі (2004—2006), обліку і аудиту у видавничо-поліграфічному комплексі (2006—2012).
Протягом 2005—2007 рр. отримував стипендію Кабінету Міністрів України для молодих учених,.
2006 р. Атестаційна колегія Міністерства освіти і науки України присвоїла А. М. Штангрету вчене звання доцента кафедри економіки, обліку і аудиту у видавничо-поліграфічному комплексі.
2012 р. в Національному авіаційному університеті захистив дисертаційну роботу «Методологія управління економічною безпекою підприємств авіаційної галузі на принципах економіки знань», на здобуття наукового ступеня доктора економічних наук. Робота була виконана під керівництвом професора О. В. Ареф'євої.
З 2013 р. — завідувач кафедри фінансово-економічної безпеки, обліку і аудиту (до 2014 р. — обліку і аудиту у видавничо-поліграфічному комплексі) Української академії друкарства.
Член спеціалізованих вчених рад Д 35.052.03 (НУ «Львівська політехніка») і К.64.108.05 (Українська інженерно-педагогічна академія),.
Член редколегій фахових видань «Поліграфія і видавнича справа» та «Наукові записки [Українська академія друкарства]».

## Наукова діяльність
Займається дослідженнями розвитку новітньої економічної думки, зокрема стосовно постіндустріального суспільства та економіки знань, теоретико-методологічних і методичних засад удосконалення управління економічною безпекою та антикризового управління підприємствами різних галузей господарювання.
Автор і співавтор наукових і навчально-методичних праць, серед яких десятки монографій, підручників і навчальних посібників, галузеві нормативні документи та довідники,. Під керівництвом ученого та за його участі виконано роботи за держбюджетними та госпдоговірними темами, що стосувалися розроблення та апробації систем антикризового управління, моделей фінансової стратегії й управління інвестиційною діяльністю підприємств окремих галузей.
Під його керівництвом В. І. Воробйов, Х. О. Мандзіновська, О. В. Халіна виконали та захистили дисертаційні роботи на здобуття наукового ступеня кандидата економічних наук.